# Final Four Euroliga 2016
La Final Four es la etapa culminante de la Euroliga 2015-16, se celebró en mayo de 2016. Las semifinales se disputaron el 13 de mayo, el partido por el campeonato se disputó el 15 de mayo. Todos los partidos se jugaron en el Mercedes-Benz Arena, en Berlín, Alemania.

## Cuadro
|  | Semifinales        | Semifinales        |     |               | Final              | Final              |  |
|  | 13 de mayo de 2016 | 13 de mayo de 2016 |     |               | 15 de mayo de 2016 | 15 de mayo de 2016 |  |
|  |                    |                    |     |               |                    |                    |  |
|  |                    |                    |     |               |                    |                    |  |
|  | Fenerbahçe         | 88                 |     |               |                    |                    |  |
|  | Laboral Kutxa      | 77                 |     |               |                    |                    |  |
|  |                    |                    |     |               |                    |                    |  |
|  |                    |                    |     |               |                    |                    |  |
|  |                    |                    |     |               | Fenerbahçe         | 96                 |  |
|  |                    | CSKA Moscú         | 101 |               |                    |                    |  |
|  |                    |                    |     |               |                    |                    |  |
|  |                    |                    |     |               |                    |                    |  |
|  |                    |                    |     |               | Tercer puesto      |                    |  |
|  |                    |                    |     |               |                    |                    |  |
|  | CSKA Moscú         | 88                 |     | Laboral Kutxa | 75                 |                    |  |
|  | Lokomotiv Kuban    | 81                 |     |               | Lokomotiv Kuban    | 85                 |  |

## Semifinales
| 13 de mayo de 2016 21:00 (CET) | Fenerbahçe                                         | 88–77                | Laboral Kutxa                                  | Berlín |  |  |
|                                | Parciales: 23–15, 18–25, 14–17, 17–15 (T.E.: 16–5) |                      |                                                | |  |  |
|                                | Estadísticas Bogdanović 18 Datome 7 Sloukas 7      | Reporte Pts Reb Asts | Estadísticas 22 Bourousis 10 Bourousis 7 Adams | Pabellón: Mercedes-Benz Arena Asistencia: 11.216 espectadores Árbitros: Christos Christodoulou Borys Ryzhyk Olegs Latisevs Televisión: Euroleague TV Canal+ Deportes Esport3 ETB 1 |  |  |
| Vídeo                          |                                                    |                      |                                                | |  |  |
|                                |                                                    |                      |                                                | |  |  |

| Pasa a la final Fenerbahçe |

| 13 de mayo de 2016 18:00 (CET) | CSKA Moscú                                 | 88–81                | Lokomotiv Kuban                               | Berlín |  |  |
|                                | Parciales: 23–12, 24–25, 21–22, 20–22      |                      |                                               | |  |  |
|                                | Estadísticas de Colo 30 Hines 7 Teodosić 6 | Reporte Pts Reb Asts | Estadísticas 26 Delaney 11 Randolph 4 Delaney | Pabellón: Mercedes-Benz Arena Asistencia: 11.261 espectadores Árbitros: Luigi Lamonica Robert Lottermoser Damir Javor Televisión: Euroleague TV Canal+ Deportes Esport3 |  |  |
| Vídeo                          |                                            |                      |                                               | |  |  |
|                                |                                            |                      |                                               | |  |  |

| Pasa a la final CSKA Moscú |

## Tercer puesto
| 15 de mayo de 2016 17:00 (CET) | Laboral Kutxa                                | 75–85                | Lokomotiv Kuban                                                                          | Berlín |  |  |
|                                | Parciales: 16–20, 26–20, 11–21, 22–24        |                      |                                                                                          | |  |  |
|                                | Estadísticas Adams 25 Hanga 7 Darius Adams 6 | Reporte Pts Reb Asts | Estadísticas 21 Delaney, Broekhoff 7 Singleton, Claver 4 Dontaye Draper, Malcolm Delaney | Pabellón: Mercedes-Benz Arena Asistencia: 10.658 espectadores Árbitros: Christos Christodoulou Borys Ryzhyk Piotr Pastusiak Televisión: Euroleague TV Canal+ Deportes Esport3 |  |  |
| Vídeo                          |                                              |                      |                                                                                          | |  |  |
|                                |                                              |                      |                                                                                          | |  |  |

## Final
| 15 de mayo de 2016 20:00 (CET) | Fenerbahçe                                          | 96–101               | CSKA Moscú                                                      | Berlín |  |  |
|                                | Parciales: 20–22, 10–28, 23–19, 30–14 (T.E.: 12–18) |                      |                                                                 | |  |  |
|                                | Estadísticas Dixon 17 Udoh 11 Dixon 4               | Reporte Pts Reb Asts | Estadísticas 22 de Colo 5 Teodosić, Khriapa 7 de Colo, Teodosić | Pabellón: Mercedes-Benz Arena Asistencia: 12.250 espectadores Árbitros: Luigi Lamonica Robert Lottermoser Damir Javor Televisión: Euroleague TV Canal+ Deportes Esport3 |  |  |
| Vídeo                          |                                                     |                      |                                                                 | |  |  |
|                                |                                                     |                      |                                                                 | |  |  |

| Quinteto inicial: | Quinteto inicial: | Quinteto inicial: | P  | R  | A |
| ----------------- | ----------------- | ----------------- | -- | -- | - |
| B                 | 16                | Kostas Sloukas    | 10 | 2  | 0 |
| E                 | 13                | Bogdan Bogdanović | 6  | 3  | 3 |
| A                 | 33                | Nikola Kalinić    | 3  | 3  | 2 |
| AP                | 70                | Luigi Datome      | 16 | 5  | 3 |
| AP                | 24                | Jan Veselý        | 7  | 5  | 1 |
| Suplentes:        | Suplentes:        | Suplentes:        | P  | R  | A |
| B                 | 3                 | Ricky Hickman     | 5  | 0  | 0 |
| AP                | 5                 | Barış Hersek      | -  | -  | - |
| P                 | 8                 | Ekpe Udoh         | 16 | 11 | 3 |
| E                 | 10                | Melih Mahmutoğlu  | 0  | 0  | 0 |
| AP                | 12                | Pero Antić        | 16 | 1  | 0 |
| B                 | 23                | Berk Uğurlu       | -  | -  | - |
| B                 | 35                | Bobby Dixon       | 17 | 4  | 1 |
| Entrenador:       |                   |                   |    |    |   |
| Željko Obradović  |                   |                   |    |    |   |

| Quinteto inicial:    | Quinteto inicial: | Quinteto inicial:   | P  | R | A |
| -------------------- | ----------------- | ------------------- | -- | - | - |
| B                    | 1                 | Nando de Colo       | 22 | 2 | 7 |
| E                    | 22                | Cory Higgins        | 12 | 1 | 3 |
| A                    | 41                | Nikita Kurbanov     | 4  | 3 | 0 |
| AP                   | 20                | Andrey Vorontsevich | 11 | 3 | 0 |
| P                    | 42                | Kyle Hines          | 15 | 4 | 2 |
| Suplentes:           | Suplentes:        | Suplentes:          | P  | R | A |
| E                    | 3                 | Dmitry Kulagin      | 0  | 0 | 0 |
| B                    | 4                 | Miloš Teodosić      | 19 | 5 | 7 |
| E                    | 7                 | Vitaly Fridzon      | 0  | 0 | 0 |
| AP                   | 8                 | Demetris Nichols    | 0  | 1 | 0 |
| B                    | 9                 | Aaron Jackson       | 8  | 1 | 1 |
| P                    | 12                | Pavel Korobkov      | 0  | 2 | 1 |
| AP                   | 31                | Victor Khryapa      | 10 | 5 | 1 |
| Entrenador:          |                   |                     |    |   |   |
| Giannis Sfairopoulos |                   |                     |    |   |   |

| Quinteto inicial: | Quinteto inicial: | Quinteto inicial: | P  | R  | A |
| ----------------- | ----------------- | ----------------- | -- | -- | - |
| B                 | 16                | Kostas Sloukas    | 10 | 2  | 0 |
| E                 | 13                | Bogdan Bogdanović | 6  | 3  | 3 |
| A                 | 33                | Nikola Kalinić    | 3  | 3  | 2 |
| AP                | 70                | Luigi Datome      | 16 | 5  | 3 |
| AP                | 24                | Jan Veselý        | 7  | 5  | 1 |
| Suplentes:        | Suplentes:        | Suplentes:        | P  | R  | A |
| B                 | 3                 | Ricky Hickman     | 5  | 0  | 0 |
| AP                | 5                 | Barış Hersek      | -  | -  | - |
| P                 | 8                 | Ekpe Udoh         | 16 | 11 | 3 |
| E                 | 10                | Melih Mahmutoğlu  | 0  | 0  | 0 |
| AP                | 12                | Pero Antić        | 16 | 1  | 0 |
| B                 | 23                | Berk Uğurlu       | -  | -  | - |
| B                 | 35                | Bobby Dixon       | 17 | 4  | 1 |
| Entrenador:       |                   |                   |    |    |   |
| Željko Obradović  |                   |                   |    |    |   |

| Quinteto inicial:    | Quinteto inicial: | Quinteto inicial:   | P  | R | A |
| -------------------- | ----------------- | ------------------- | -- | - | - |
| B                    | 1                 | Nando de Colo       | 22 | 2 | 7 |
| E                    | 22                | Cory Higgins        | 12 | 1 | 3 |
| A                    | 41                | Nikita Kurbanov     | 4  | 3 | 0 |
| AP                   | 20                | Andrey Vorontsevich | 11 | 3 | 0 |
| P                    | 42                | Kyle Hines          | 15 | 4 | 2 |
| Suplentes:           | Suplentes:        | Suplentes:          | P  | R | A |
| E                    | 3                 | Dmitry Kulagin      | 0  | 0 | 0 |
| B                    | 4                 | Miloš Teodosić      | 19 | 5 | 7 |
| E                    | 7                 | Vitaly Fridzon      | 0  | 0 | 0 |
| AP                   | 8                 | Demetris Nichols    | 0  | 1 | 0 |
| B                    | 9                 | Aaron Jackson       | 8  | 1 | 1 |
| P                    | 12                | Pavel Korobkov      | 0  | 2 | 1 |
| AP                   | 31                | Victor Khryapa      | 10 | 5 | 1 |
| Entrenador:          |                   |                     |    |   |   |
| Giannis Sfairopoulos |                   |                     |    |   |   |

| Campeones de la Euroleague 2015-16 |
| ---------------------------------- |
| CSKA Moscú Séptimo título          |